# إلياس سميث دنيس
الياس سميث دنيس (بالإنجليزية: Elias Smith Dennis) (و. 1812 – 1894 م) هو ضابط، محام، سياسي من الولايات المتحدة الأمريكية ولد في نيوبورغ، نيويورك.